# Skoki narciarskie na Zimowych Igrzyskach Olimpijskich Młodzieży 2016
Skoki narciarskie na Zimowych Igrzyskach Olimpijskich Młodzieży 2016 – zawody w skokach narciarskich, przeprowadzone w dniach 16-20 lutego 2016 w ramach Zimowych Igrzysk Olimpijskich Młodzieży 2016.
Zawodnicy rywalizowali w czterech konkurencjach – dwóch indywidualnych (chłopców i dziewcząt) oraz dwóch mieszanych. Pierwszy konkurs mieszany składał się z jednego skoczka, jednej skoczkini i jednego kombinatora norweskiego. Drugi konkurs mieszany to połączenie skoków narciarskich, kombinacji norweskiej i biegów narciarskich. W pierwszej części odbył się konkurs skoków. Drużyna musiała się składać ze skoczkini, skoczka oraz kombinatora norweskiego. Druga część zawodów to bieg narciarski. Taka drużyna musiała się składać z biegacza, biegaczki oraz kombinatora norweskiego. Wszystkie konkurencje rozegrane zostały na skoczni normalnej Lysgårdsbakken HS 100.

## Terminarz
| Data           | Arena zmagań   | Konkurencja                                           | Złoto                                                                                        | Srebro | Brąz                                                                                   |
| -------------- | -------------- | ----------------------------------------------------- | -------------------------------------------------------------------------------------------- | --- | -------------------------------------------------------------------------------------- |
| 16 lutego 2016 | Lysgårdsbakken | Konkurs indywidualny chłopców                         | Bor Pavlovčič                                                                                | Marius Lindvik                                                                                            | Jonathan Siegel                                                                        |
| 16 lutego 2016 | Lysgårdsbakken | Konkurs indywidualny dziewcząt                        | Ema Klinec                                                                                   | Sofja Tichonowa                                                                                           | Lara Malsiner                                                                          |
| 18 lutego 2016 | Lysgårdsbakken | Mieszany konkurs drużynowy                            | Słowenia · Ema Klinec · Bor Pavlovčič · Vid Vrhovnik                                         | Niemcy · Agnes Reisch · Jonathan Siegel · Tim Kopp                                                        | Austria · Julia Huber · Clemens Leitner · Florian Dagn                                 |
| 19 lutego 2016 | Lysgårdsbakken | Sztafeta mieszana (biegi, skoki, kombinacja norweska) | Rosja · Sofja Tichonowa · Maksim Siergiejew · Witalij Iwanow · Maja Jakunina · Igor Fiedotow | Norwegia · Anna Odine Strøm · Marius Lindvik · Einar Lurås Oftebro · Martine Engebretsen · Vebjørn Hegdal | Niemcy · Agnes Reisch · Jonathan Siegel · Tim Kopp · Anna-Maria Dietze · Philipp Unger |

## Wyniki

### Konkurs indywidualny chłopców
| Pozycja | Zawodnik           | Reprezentacja     | Wynik     |
| ------- | ------------------ | ----------------- | --------- |
|         | Bor Pavlovčič      | Słowenia          | 262,8 pkt |
|         | Marius Lindvik     | Norwegia          | 251 pkt   |
|         | Jonathan Siegel    | Niemcy            | 236 pkt   |
| 4.      | Masamitsu Itō      | Japonia           | 234,7 pkt |
| 5.      | Jonathan Learoyd   | Francja           | 231,8 pkt |
| 6.      | Andreas Alamommo   | Finlandia         | 221,5 pkt |
| 6.      | Casey Larson       | Stany Zjednoczone | 221,5 pkt |
| 8.      | Maksim Siergiejew  | Rosja             | 218,2 pkt |
| 9.      | Clemens Leitner    | Austria           | 217,7 pkt |
| 10.     | František Holík    | Czechy            | 208,7 pkt |
| 11.     | Sandro Hauswirth   | Szwajcaria        | 195,5 pkt |
| 12.     | Dawid Jarząbek     | Polska            | 188,7 pkt |
| 13.     | Stepan Pasicznyk   | Ukraina           | 186,7 pkt |
| 14.     | Siergiej Tkaczenko | Kazachstan        | 186,3 pkt |
| 15.     | Sorin Mitrofan     | Rumunia           | 180,7 pkt |
| 16.     | Artti Aigro        | Estonia           | 170,4 pkt |
| 17.     | Muhammed Ali Bedir | Turcja            | 155,5 pkt |
| 18.     | Alessio Longo      | Włochy            | 125,8 pkt |
| 19.     | Kristóf Molnár     | Węgry             | 64,3 pkt  |

### Konkurs indywidualny dziewcząt
| Pozycja | Zawodnik         | Reprezentacja     | Wynik     |
| ------- | ---------------- | ----------------- | --------- |
|         | Ema Klinec       | Słowenia          | 249,3 pkt |
|         | Sofja Tichonowa  | Rosja             | 237,6 pkt |
|         | Lara Malsiner    | Włochy            | 231,6 pkt |
| 4.      | Agnes Reisch     | Niemcy            | 219,4 pkt |
| 5.      | Julia Huber      | Austria           | 204,7 pkt |
| 6.      | Anna Odine Strøm | Norwegia          | 192,4 pkt |
| 7.      | Kinga Rajda      | Polska            | 181,7 pkt |
| 8.      | Romane Dieu      | Francja           | 177,4 pkt |
| 9.      | Diana Trâmbițaș  | Rumunia           | 176,9 pkt |
| 10.     | Zdena Pešatová   | Czechy            | 176,7 pkt |
| 11.     | Shihori Ōi       | Japonia           | 143,6 pkt |
| 12.     | Logan Sankey     | Stany Zjednoczone | 124,5 pkt |
| 13.     | Virág Vörös      | Węgry             | 89,5 pkt  |

### Konkurs drużynowy
| Pozycja | Reprezentacja     | Zawodnicy                                             | Wynik     |
| ------- | ----------------- | ----------------------------------------------------- | --------- |
|         | Słowenia          | Ema Klinec, Vid Vrhovnik, Bor Pavlovčič               | 709,5 pkt |
|         | Niemcy            | Agnes Reisch, Tim Kopp, Jonathan Siegel               | 675,5 pkt |
|         | Austria           | Julia Huber, Florian Dagn, Clemens Leitner            | 666.7 pkt |
| 4.      | Rosja             | Sofja Tichonowa, Witalij Iwanow, Maksim Siergiejew    | 653.0 pkt |
| 5.      | Francja           | Romane Dieu, Lilian Vaxelaire, Jonathan Learoyd       | 623.4 pkt |
| 6.      | Norwegia          | Anna Odine Strøm, Einar Lurås Oftebro, Marius Lindvik | 609.9 pkt |
| 7.      | Czechy            | Zdena Pešatová, Ondřej Pažout, František Holík        | 590.7 pkt |
| 8.      | Japonia           | Shihori Ōi, Yoshihiro Kimura, Masamitsu Itō           | 578.7 pkt |
| 9.      | Polska            | Kinga Rajda, Paweł Twardosz, Dawid Jarząbek           | 574.4 pkt |
| 10.     | Stany Zjednoczone | Logan Sankey, Ben Loomis, Casey Larson                | 531.6 pkt |
| 11.     | Włochy            | Lara Malsiner, Aaron Kostner, Alessio Longo           | 479.0 pkt |

### Sztafeta mieszana (3×HS100 + 3×3,3 km)
| Miejsce | Reprezentacja     | Zawodnicy                                                          | Punkty (skoki) | Miejsce (skoki) | Czas    | Strata  |
| ------- | ----------------- | ------------------------------------------------------------------ | -------------- | --------------- | ------- | ------- |
|         | Rosja             | S. Tichonowa, M. Siergiejew, W. Iwanow, M. Jakunina, I. Fiedotow   | 349,6          | 4.              | 26:16,9 | —       |
|         | Norwegia          | A.O. Strøm, M. Lindvik, E.L. Oftebro, M. Engebretsen, V. Hegdal    | 337,8          | 6.              | 26:38,0 | +21,1   |
|         | Niemcy            | A. Reisch, J. Siegel, T. Kopp, A.M. Dietze, P. Unger               | 356,1          | 2.              | 26:38,4 | +21,5   |
| 4.      | Słowenia          | E. Klinec, B. Pavlovčič, V. Vrhovnik, A. Mandeljc, L. Markun       | 375,7          | 1.              | 26:38,5 | +21,6   |
| 5.      | Austria           | J. Huber, C. Leitner, F. Dagn, A. Juppe, F. Schwentner             | 351,5          | 3.              | 27:11,8 | +54,9   |
| 6.      | Francja           | R. Dieu, J. Learoyd, L. Vaxelaire, J. Ducordeau, J. Royer          | 330,8          | 7.              | 27:48,1 | +1:31,2 |
| 7.      | Japonia           | S. Ōi, M. Itō, Y. Kimura, H. Miyazaki, R. Kasahara                 | 314,2          | 8.              | 28:01,7 | +1:44,8 |
| 8.      | Stany Zjednoczone | L. Sankey, C. Larson, B. Loomis, H. Halvorsen, H. Wonders          | 286,2          | 10.             | 28:26,7 | +2:09,8 |
| 9.      | Polska            | K. Rajda, D. Jarząbek, P. Twardosz, K. Kołodziej, M. Haratyk       | 305,2          | 9.              | 28:29,1 | +2:12,2 |
| 10.     | Włochy            | L. Malsiner, A. Longo, A. Kostner, C. De Zolt Ponte, L. Del Fabbro | 281,2          | 11.             | 28:38,0 | +2:21,1 |